# سيد صفي (بهمئي غرمسيري الجنوبي)
سید صفي (بالفارسية: سید صفی) هي قرية تقع في إيران في قسم بهمئي غرمسیري الجنوبي الريفي. يقدر عدد سكانها بـ 456 نسمة بحسب إحصاء 2016.